# Guy Mairesse
Guy Mairesse (n. 10 august 1910 – d. 24 aprilie 1954) a fost un pilot francez care a evoluat în Campionatul Mondial de Formula 1 între anii 1950 și 1951.